# Liste der Biografien/Qi
Liste der Biografien |
Portal Biografien |
Personensuche
# |
A |
B |
C |
D |
E |
F |
G |
H |
I |
J |
K |
L |
M |
N |
O |
P |
Q |
R |
S |
T |
U |
V |
W |
X |
Y |
Z |
?
 
Qa |
Qe |
Qi |
Qo |
Qr |
Qu |
Qv |
Qw |
Qy
Die Liste der Biografien führt alle Personen auf, die in der deutschsprachigen Wikipedia einen Artikel haben. Dieses ist eine Teilliste mit 123 Einträgen von Personen, deren Namen mit den Buchstaben „Qi“ beginnt.

## Qi
- Qi Baoxiang, chinesische Tischtennisspielerin
- Qi, Baishi (1864–1957), chinesischer Maler
- Qi, Benyu (1931–2016), chinesischer ultralinker Theoretiker und Propagandist während der chinesischen Kulturrevolution
- Qi, Dakai (* 1987), chinesischer Hammerwerfer
- Qi, Faren (* 1933), chinesischer Raumfahrtingenieur, Chefkonstrukteur des Shenzhou-Raumschiffs
- Qi, Guangpu (* 1990), chinesischer Freestyle-Skisportler
- Qi, Jianguo (* 1952), chinesischer General der Volksbefreiungsarmee
- Qi, Jiguang (1528–1588), chinesischer Militärführer
- Qi, Jingyi (1656–1719), hui-chinesischer Sufi; Gründer des Dagongbei menhuan, einer Unterschule der Qadiriyya
- Qi, Kang (* 1931), chinesischer Architekt
- Qi, Shuai (* 1988), chinesische Eisschnellläuferin
- Qi, Xiao-Liang (* 1983), chinesischer theoretischer Festkörperphysiker
- Qi, Xuefei (* 1992), französisch-chinesische Badmintonspielerin
- Qi, Ying (* 1997), chinesischer Sportschütze
- Qi, Yuanjing (1929–1994), chinesischer Politiker in der Volksrepublik China

### Qia
- Qian Baocong (1892–1974), chinesischer Mathematikhistoriker
- Qian Lingxi (1916–2009), chinesischer Bauingenieur und Ingenieurwissenschaftler
- Qian Qichen (1928–2017), chinesischer Politiker und Diplomat
- Qian Xuan († 1305), chinesischer Maler und Dichter
- Qian Xuesen (1911–2009), chinesisch-US-amerikanischer Raketentechniker, RaumfahrtpionierQian Xuesen (1911–2009)

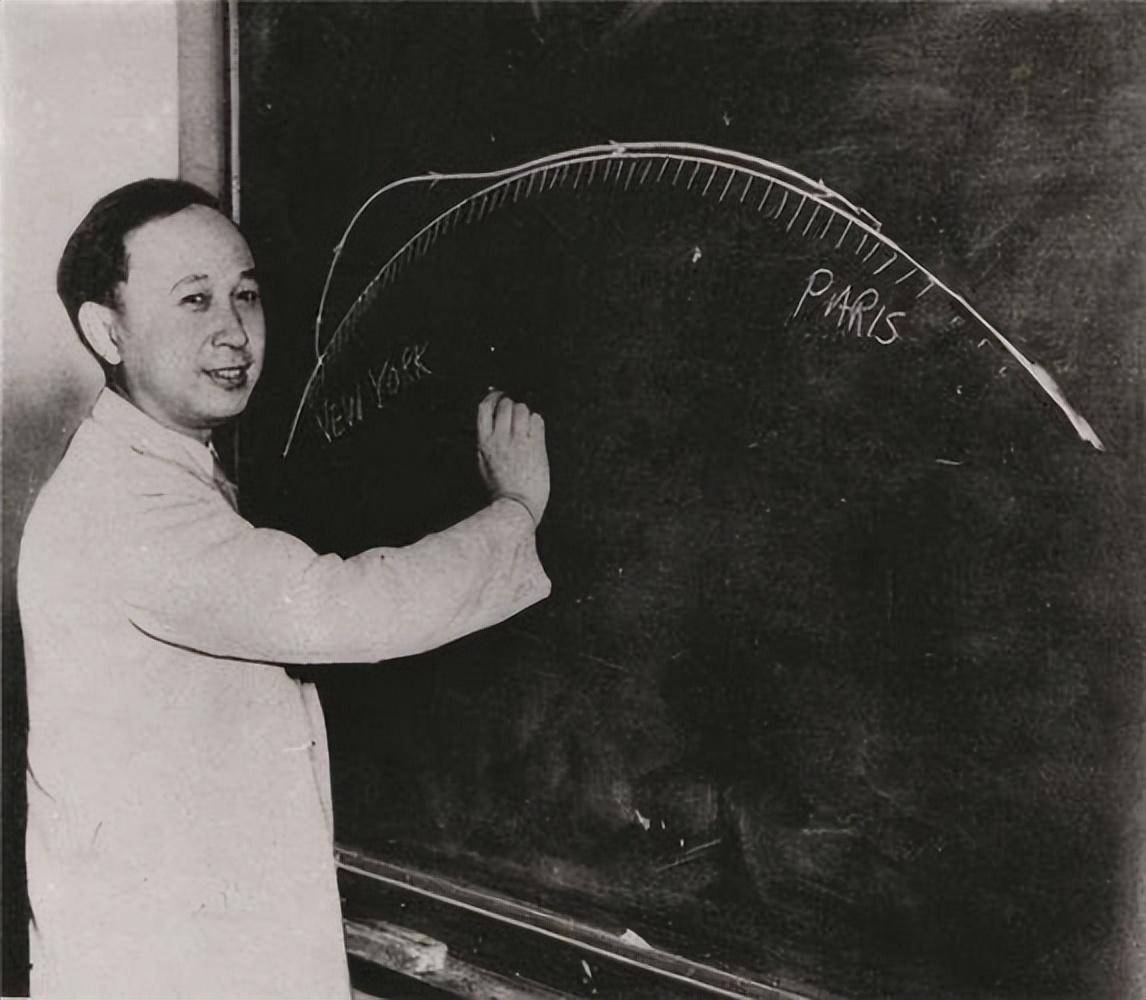
Qian Xuesen (1911–2009)

- Qian, Hong (* 1971), chinesische Schwimmerin und Olympiasiegerin
- Qian, Lin (* 1991), chinesische Sängerin
- Qian, Mu (1895–1990), chinesischer Historiker, Philosoph, Pädagoge und Autor
- Qian, Ping (* 1964), chinesische Badmintonspielerin
- Qian, Qianli (* 1965), österreichischer Tischtennisnationalspieler
- Qian, Ruibo (* 1983), US-amerikanische Schauspielerin und Musikerin
- Qian, Sanqiang (1913–1992), chinesischer Kernphysiker, Entwicklungsleiter der chinesischen Atombombe
- Qian, Songyan (1899–1985), chinesischer Maler
- Qian, Tianyi (* 2000), chinesische Tischtennisspielerin
- Qian, Weichang (1912–2010), chinesischer Physiker, Rektor der Shanghai-Universität
- Qian, Xingcun (1900–1977), chinesischer Literaturwissenschafter
- Qian, Xiuling (1912–2008), chinesisch-belgische Chemikerin, die während der Nazi-Besatzung in Belgien etwa 100 Menschen das Leben rettete
- Qian, Yunhui (1957–2010), chinesischer Dissident
- Qian, Zhongshu (1910–1998), chinesischer Schriftsteller und Gelehrter
- Qiang Jia († 1466 v. Chr.), chinesischer König der Shang-Dynastie
- Qiang, Hong (* 1976), chinesische Badmintonspielerin
- Qiang, Huang (* 1982), chinesischer und malaysischer Wasserspringer
- Qianlong (1711–1799), vierter Qing-Kaiser von ChinaQianlong (1711–1799)

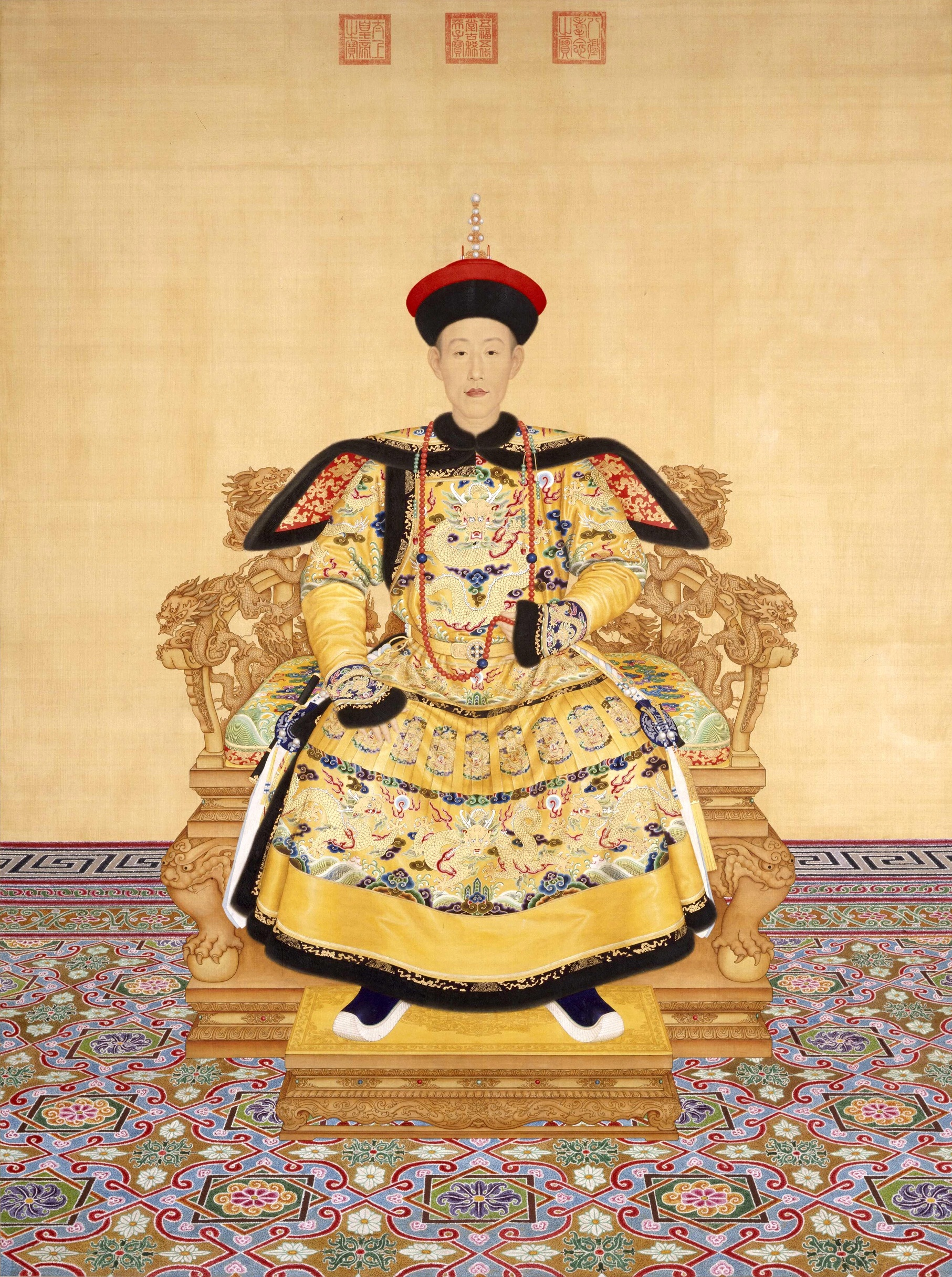
Qianlong (1711–1799)

- Qiao Shi (1924–2015), chinesischer kommunistischer Politiker
- Qiao, Bin (* 1992), chinesischer Badmintonspieler
- Qiao, Guanhua (1913–1983), chinesischer Diplomat und Politiker
- Qiao, Hong (* 1968), chinesische Tischtennisspielerin und -trainerin
- Qiao, Yunping (* 1968), chinesische Tischtennisspielerin

### Qib
- Qibi-Aššur, assyrischer Wesir

### Qie
- Qie Ding († 1434 v. Chr.), chinesischer König der Shang-Dynastie
- Qie Geng († 1226 v. Chr.), chinesischer König der Shang-Dynastie
- Qie Ji († 1259 v. Chr.), chinesischer König der Shang-Dynastie
- Qie Jia († 1226 v. Chr.), 25. oder 26. König der Shang-Dynastie
- Qie Xin († 1491 v. Chr.), chinesischer König der Shang-Dynastie
- Qie Yi († 1507 v. Chr.), chinesischer Kaiser

### Qil
- Qilanoba, Iula (1928–1998), erste einheimische Diakonisse in den Salomonen
- Qiliho, Api (* 1945), anglikanischer Bischof in Fidschi
- Qillarsuaq, kanadischer Inuk und Emigrant
- Qilybaj, Nurdäulet (* 1978), kasachischer Politiker

### Qin
- Qin Dongya (* 1979), chinesische Judoka
- Qin Er Shi (230 v. Chr.–207 v. Chr.), Kaiser von China (209–207 v. Chr.)
- Qin Gang (* 1966), chinesischer DiplomatQin Gang (* 1966)

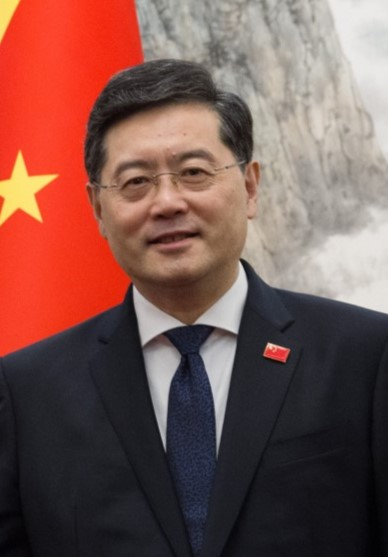
Qin Gang (* 1966)

- Qin Guangrong (* 1950), chinesischer Politiker, Gouverneur von Yunnan (seit 2007)
- Qin Guli, chinesischer Philosoph
- Qin Haiyang (* 1999), chinesischer Schwimmer
- Qin Jiushao (1202–1261), chinesischer Beamter, Militär, Erfinder und Mathematiker
- Qin Shihuangdi (259 v. Chr.–210 v. Chr.), erster Kaiser von China
- Qin, Dahe (* 1947), chinesischer Klimatologe
- Qin, Esther (* 1991), australische Wasserspringerin
- Qin, Hui (* 1953), chinesischer Historiker und Publizist
- Qin, Jianfu, chinesischer Dramatiker
- Qin, Jinjing (* 1996), chinesische Badmintonspielerin
- Qin, Jiwei (1914–1997), chinesischer Politiker und General
- Qin, Junjie (* 1991), chinesischer Schauspieler
- Qin, Kai (* 1986), chinesischer Kunstspringer
- Qin, Kanying (* 1974), chinesische Schachspielerin
- Qin, Liang (* 1979), chinesische Fußballschiedsrichterin
- Qin, Mu (1919–1992), chinesischer Schriftsteller
- Qin, Qiang (* 1983), chinesischer Speerwerfer
- Qin, Shaobo (* 1982), chinesischer Akrobat und Schauspieler
- Qin, Wangping (* 1982), chinesische Sprinterin
- Qin, Weibo (* 2002), chinesischer Hürdenläufer
- Qin, Wenchen (* 1966), chinesischer Komponist
- Qin, Yi (1922–2022), chinesische Film- und Theaterschauspielerin
- Qin, Yinglin (* 1965), chinesischer Unternehmer
- Qin, Yiyuan (* 1973), chinesische Badmintonspielerin
- Qin, Yongmin (* 1953), chinesischer Dissident
- Qin, Yongpei, chinesischer Menschenrechtsanwalt
- Qin, Zhijian (* 1976), chinesischer Tischtennisspieler
- Qing († 613 v. Chr.), neunzehnter König der chinesischen Zhou-Dynastie und der siebte der östlichen Zhou
- Qinnuayuak, Lucy (1915–1982), kanadische Inuit-Grafikerin

### Qip
- Qipiani, Dawit (1951–2001), georgisch-sowjetischer Fußballspieler und -trainer
- Qipiani, Dimitri (1814–1887), georgischer Landbesitzer und Beamter

### Qir
- Qiriazi, Gjerasim (1858–1894), albanischer Pädagoge, Schriftsteller und protestantischer Prediger
- Qiriazi, Parashqevi (1880–1970), albanische Pädagogin und Linguistin
- Qirjako, Irini, albanische Solosängerin und Schauspielerin
- Qirko, Milo, albanischer kommunistischer Politiker
- Qirko, Pano (* 1999), albanischer Fußballspieler

### Qis
- Qishan (1786–1854), chinesischer Beamter und Adliger
- Qissi, Michel (* 1962), US-amerikanischer Schauspieler, Regisseur, Drehbuchautor und Stuntman marokkanischer Herkunft

### Qiu
- Qiu Haiyan (* 1974), chinesische Fußballspielerin
- Qiu Hongmei (* 1983), chinesische Gewichtheberin
- Qiu Hongxia (* 1982), chinesische Gewichtheberin
- Qiu Jin (1875–1907), chinesische Revolutionärin
- Qiu, Anxiong (* 1972), chinesischer Künstler
- Qiu, Bo (* 1993), chinesischer Wasserspringer
- Qiu, Chuji (1148–1227), Oberhaupt der daoistischen Quanzhen-Schule
- Qiu, Dang (* 1996), deutscher TischtennisspielerDang Qiu (* 1996)

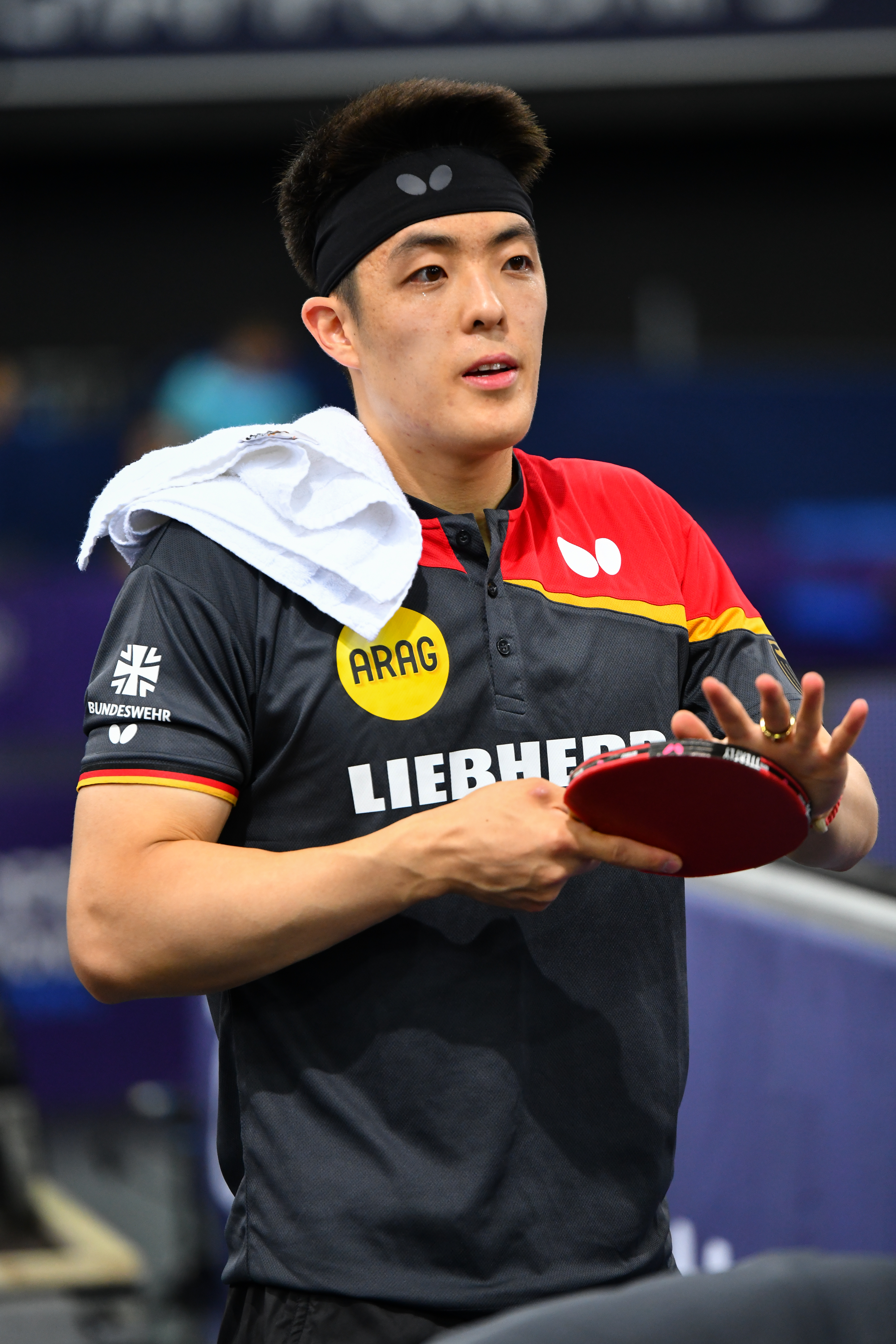
Dang Qiu (* 1996)

- Qiu, Fazu (1914–2008), chinesischer Chirurg
- Qiu, Fengjia (1864–1912), taiwanischer Lehrer, Beamter und Politiker
- Qiu, Huizuo (1914–2002), chinesischer Politiker und Generalleutnant in der Volksrepublik China
- Qiu, Jian (* 1975), chinesischer Sportschütze
- Qiu, Jianxin (* 1965), deutscher Tischtennisspieler und -trainer
- Qiu, Lianhai (* 1978), chinesischer Biathlet
- Qiu, Miaojin (1969–1995), taiwanische Schriftstellerin
- Qiu, Ping (* 1961), chinesische Künstlerin
- Qiu, Qiyuan (* 2007), chinesische Kunstturnerin
- Qiu, Sen (* 1982), chinesischer Freestyle-Skier
- Qiu, Xiaolong (* 1953), chinesischer Autor, Hochschullehrer und ÜbersetzerQiu Xiaolong (* 1953)

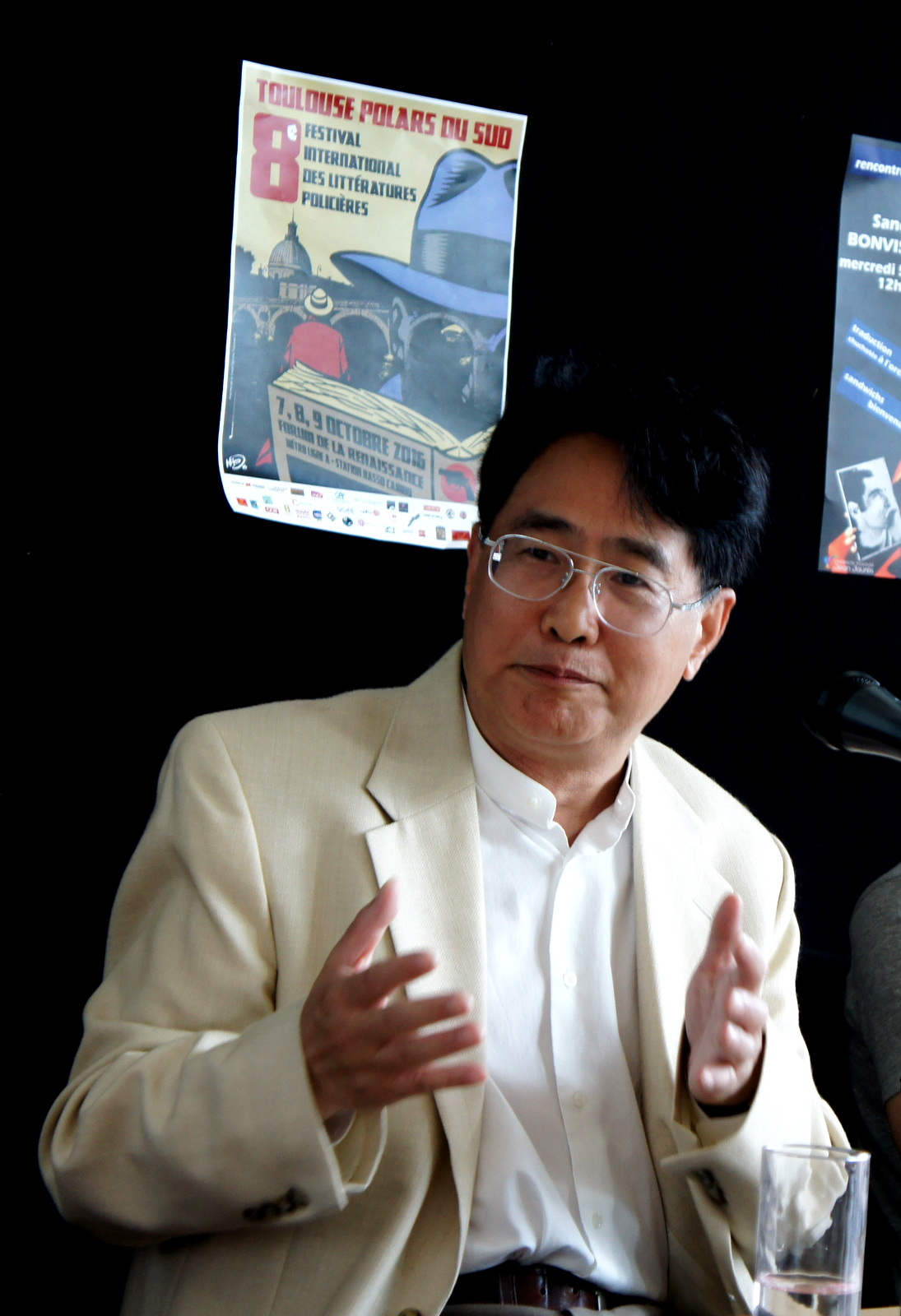
Qiu Xiaolong (* 1953)

- Qiu, Xigui (1935–2025), chinesischer Paläograph
- Qiu, Yike (* 1985), chinesischer Tischtennisspieler
- Qiu, Ying (1494–1552), chinesischer Maler und Kalligraph
- Qiu, Yufang (* 1949), chinesische Badmintonspielerin
- Qiu, Zhijie (* 1969), chinesischer Künstler
- Qiu, Zhonghui (* 1935), chinesische Tischtennisspielerin
- Qiu, Zhuoyang (* 1996), chinesischer Tennisspieler
- Qiu, Zihan (* 1991), chinesischer Badmintonspieler

### Qiy
- Qiynow, Lässat (* 1949), kasachischer Politiker